# Alkanale
Alkanale – grupa organicznych związków chemicznych, będących acyklicznymi, alifatycznymi aldehydami o wzorze ogólnym CnH2n+1CHO.